# Jeongeup
Jeongeup (kor. 정읍시) – miasto w Korei Południowej, w prowincji Jeolla Północna. W 2001 liczyło 152 022 mieszkańców.